# Джон, Деклан
Де́клан Кри́стофер Джон (англ. Declan Christopher John; 30 июня 1995, Мерфил Тижфил, Уэльс) — валлийский футболист, защитник клуба «Болтон Уондерерс» и сборной Уэльса.

## Клубная карьера

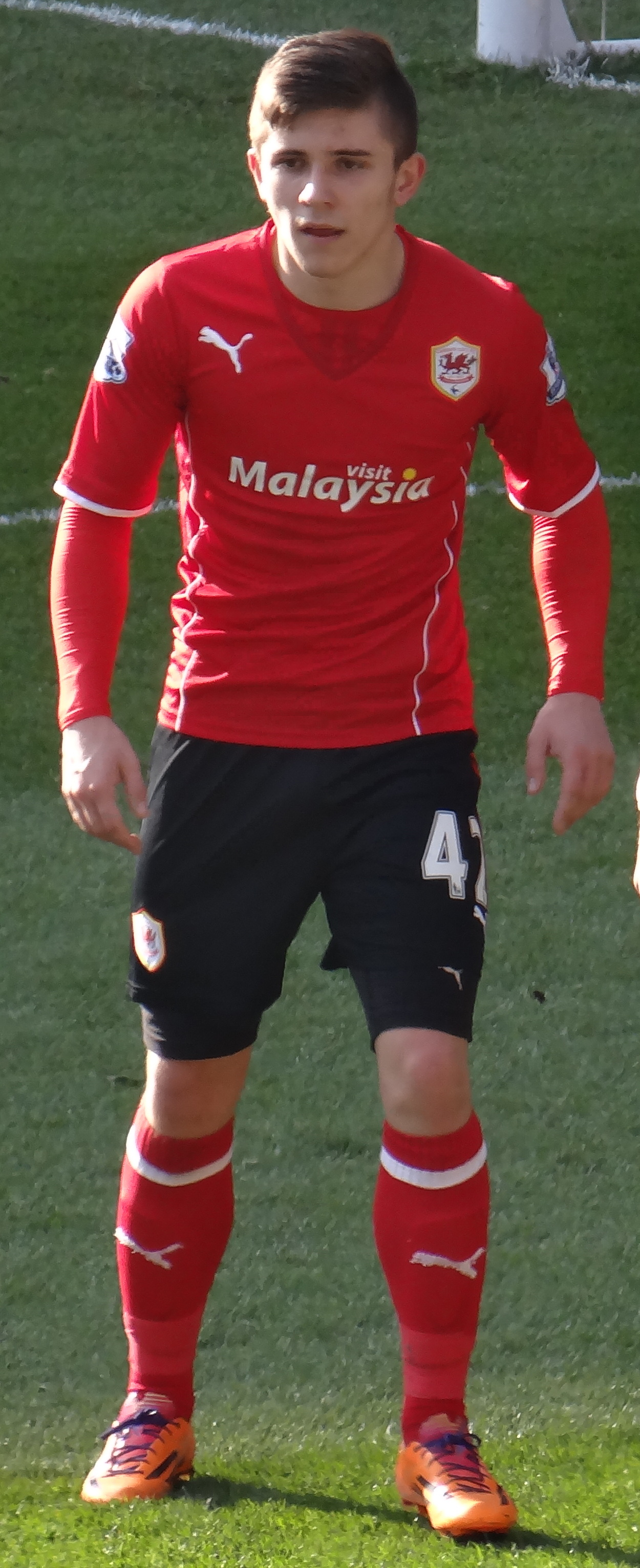
Джон в составе «Кардифф Сити»

Джон — воспитанник клуба «Кардифф Сити». 14 августа 2012 года в матче Кубка лиги против «Нортгемптон Таун» он дебютировал за команду. 17 августа 2013 года в поединке против «Вест Хэм Юнайтед» Деклан дебютировал в английской Премьер лиге. Летом 2015 года он на правах аренды перешёл в английский «Барнсли». 14 марта в матче против «Олдем Атлетик» Джон дебютировал в первой лиге. По окончании аренды Деклан вернулся в «Кардифф Сити».
В начале 2016 года Джон был отдан в аренду в «Честерфилд». 20 февраля в матче против «Кру Александра» он дебютировал за новую команду.
Летом 2017 года Деклан на правах аренды присоединился к шотландскому «Рейнджерс». 15 сентября в матче против «Партик Тисл» он дебютировал в шотландской Премьер-лиге. 29 сентября в поединке против «Гамильтон Академикал» Джон сделал «дубль», забив свои первые голы за «Рейнджерс». В начале 2018 года клуб выкупил трансфер Деклана. Летом того же года Джон вернулся на родину, подписав трёхлетний контракт с «Суонси Сити».

## Международная карьера
11 октября 2013 года в отборочном матче чемпионата мира 2014 против сборной Македонии Джон дебютировал за сборную Уэльса.